# Pescasseroli
Pescasseroli település Olaszországban, Abruzzo régióban, L’Aquila megyében. Lakosainak száma 2068 fő (2023. január 1.). Pescasseroli Bisegna, Campoli Appennino, Gioia dei Marsi, Opi, San Donato Val di Comino, Scanno, Alvito, Lecce nei Marsi és Villavallelonga községekkel határos.

## Népesség
A település lakossága az elmúlt években az alábbi módon változott:
| Lakosok száma | 2208 | 2203 | 2068 |
|               | 2017 | 2018 | 2023 |